# Lista caselor de discuri: I-Q
Aceasta este lista caselor de discuri notabile, denumirile cărora încep cu: 

## I
- I.R.S. Records
- ICC Records
- Ice Age Entertainment
- Ice Records
- Ici, d'ailleurs...
- Icon Records
- Idea Records
- Idol Records
- III Records
- Ill Will Records
- Ill.Skillz Recordings
- Illegal Art
- Illegal Musik
- Illegal Records
- Illuminating Technologies
- Imaginary Records
- Immediate Records
- Immortal Records
- Impact Records
- Imperial Records - 1900 American label
- Imperial Records - 1920 British label
- Imperial Records - 1947 American label
- Imperial Records - 2006 American label
- Imprint Records
- Impulse! Records
- Imputor?
- In Records
- In the Red Records
- The Inc. Records
- Incentive Records
- INCredible
- Incus Records
- Indecision Records
- Indelica Records
- Independiente Records
- Indi Script Records
- Indianola Records
- Indica Records
- Indirecto Records
- Industrial Records
- Inertia Distribution
- Infectious Records
- In-Fidelity Recordings
- Infinity Recordings
- Infrared
- Initial Records
- Innocent Records
- Innova Recordings
- INO Records
- Inoxia Records
- Inpop Records
- Inside Recordings
- InsideOut Music
- InsideOut US
- Instant Karma
- Instinct Records
- Intec Digital
- Integrity Records
- Intense Records
- Intentcity Records
- Interactive Jack Records
- International Artists Records
- International Artists
- International Church Publications
- International DeeJay Gigolo Records
- Interphon Records
- Interscope-Geffen-A&M
- Interscope Records
- Intrada Records
- Invictus Records
- Invisible Agent
- Invisible Records
- Invisible Hands Music
- inVogue Records
- Iodine Recordings
- Ipecac Recordings
- Ironworks
- Isadora Records
- I Scream Records
- Island Blue Records
- The Island Def Jam Music Group
- Island Masters
- Island Records
- Island Reggae Greats
- Isolate Records
- it Records
- i-Volution PML
- Ivy League Records
- Ivy Queen Musa Sound

## J
- J Records
- J Storm
- JAD Records
- Jade Tree Records
- Jagjaguwar
- Jahtari
- Jake Records
- Jamaican Gold
- Jamie Records
- Janus Records
- Jaro Medien
- Jarrah Records
- Jarring Effects
- Jasmine Records
- Jaus Records
- JAXART Records (U.S.)
- JayTee Records
- Jazz Records
- Jazzaway Records
- Jazzland Records (1960) (U.S.)
- Jazzland Records (1997) (Norway)
- Jazzology Records
- JDub Records
- Jehova-Nisi Productions
- Jeepster Records
- JEMP Records
- Jerden Records
- Jericho Beach Music
- Jester Records
- Jesuit Music Ministry
- Jet Records
- Jet Set Records
- Jetydosa
- Jewel Records (New York)
- Jewel Records (Cincinnati, Ohio)
- Jewel Records (Shreveport, Louisiana)
- Jiggiri Records
- Jim Henson Records
- Jimmy Franks Recording Company
- Jin Records
- Jive Electro
- Jive Records
- JMT Records
- J.O.B. Records
- Joe & Joey Records
- Johann's Face Records
- Johnny & Associates
- Joia
- Joilicious Records
- Josie Records
- Joy Records
- Joyful Noise Recordings
- JSP Records
- J & S Records
- Juana Records
- Jubilee Records
- Judd Records
- Judgement Records
- Jugoton
- Juice Box Records
- Juke Box Records
- Jump Records
- Jungle Records
- Junior Boy's Own
- Justablip Records
- JYP Entertainment

## K
- !K7 Records
- K&K Verlagsanstalt
- K Records
- Kahvi
- Kaifa Records
- Kalakuta Republic
- Kama Sutra Records
- Kanine Records
- Kapow Records
- Kapp Records
- Karmageddon Media
- Karmic Hit
- Karmin (band)
- Kedar Records
- Keen Records
- Kelp Records
- Kemado Records
- Kennis Music
- Kent Records
- Key Sounds Label
- KFM Records
- Khepera Records
- Ki/oon Records
- Kickball Records
- Kicking Mule Records
- Kid Stuff Records
- Kiddyphone
- Kill Rock Stars
- Kimi Records
- Kindercore Records
- Kinematic320
- Kinetic Records
- King Mouse Records
- King Records (USA)
- King Records (Japan)
- King Worldwide
- Kirtland Records
- Kitchen Motors
- Kitchenware Records
- Kitsuné Music
- Kittridge Records
- Kitty Kitty Corporation
- Kitty Play Records
- Kitty-Yo
- KLF Communications
- KMB Jazz
- Knee Deep Records
- Knitting Factory
- Knockout Entertainment
- Knw-Yr-Own Records
- Koch Distribution
- Koch Entertainment
- Koch Entertainment Canada
- Koch International Records
- Koch Publishing
- Kokomo Records
- Kompakt
- Kon Live Distribution
- Konichiwa Records
- Kontor Records
- Konvict Muzik
- Koolarrow Records
- Korova
- Kranky Records
- Kross Over Entertainment
- Kscope
- K-tel Records
- Kung Fu Records
- Kvitnu

## L
- L-Boyz Record
- La Tribu
- Label Fandango
- Labrador Records
- LaFace Records
- Laff Records
- Lakeshore Records
- Lakeside Records
- La-La Land Records
- Lamon Records
- LaSalle Records
- Last Gang Records
- Latent Recordings
- Latino Buggerveil
- Laundry Label
- Laurie Records
- Lava Records
- Le Grand Magistery
- Leader Records (UK)
- Leader Records (US)
- Leaf Hound Records
- The Leaf Label
- Leathür Records
- Leedon Records
- Leeds Talk-O-Phone
- LeFrak-Moelis Records
- Legacy Recordings
- Legion Records
- Legit Ballin'
- Lench Mob Records
- Lengua Armada Discos
- Lens Records
- Les Disques du Crepuscule
- Level Plane
- Lex Records
- LHI Records
- Liberation Music
- Liberation Records
- Liberty & Lament
- Liberty Music Shop Records
- Liberty Records
- Library Records
- Licking Fingers
- Lifted Music
- Lifeforce Records
- Light Records
- Light Organ Records
- Lil' Chief Records
- Limb Music
- Limelight Records
- Limp Records
- Lincoln Records
- Lingasong Records
- Linn Records
- Linus Entertainment
- Lion Music
- Lioness Records
- Lionheart Music Group
- Liquid V
- Liquor and Poker Music
- Listenable Records
- Lithium (label)
- Little Marvel
- Little Wonder Records
- Live Reports
- Lizard
- Lizard King Records
- Load Records
- Loaded Records
- Lobster Records
- LOCA Records
- Locked On Records
- Locust Music
- Lodge Records
- Lo-Fidelity Records
- Lofton Creek Records
- Logo Records
- Lojinx
- LO-MAX Records
- LOEN Entertainment
- London Records
- London-Sire Records
- Lonely Astronaut Records
- Long Beach Records
- Longines Symphonette Society
- Loningisa
- Lo Recordings
- Looking Glass Workshop
- Lookout! Records
- Loop Ash Records
- Loöq Records
- Loose Records & Music
- Lost & Lonesome Recording Co.
- Lost Highway Records
- Lost Language
- Lotuspike
- Loud Records
- Love Is My Velocity
- Love Minus Zero Recordings
- Love Police Records
- Love Records
- LoveCat Music
- Lovely Music
- Loveway Records
- Lowercase People Records
- Low Life Records
- Low Pressings
- Low Transit Industries
- LRRC (Luddite Rural Recording Cooperative)
- LTM Recordings
- Lu Pine Records
- Luaka Bop
- Lucid Records
- Lucky Eleven Records
- Lucky Four Records
- Lucky Records
- Lujo Records
- Luxa Flex Records
- Luke Records
- Luke Skyywalker Records
- Lungcast Records
- Lyric Records (Germany)
- Lyric Records (US)
- Lyric Street Records
- Lyrita Recorded Edition

## M
- M.A.C.E. Music
- M&G Records
- M3 Records
- Machete Music
- Machine Shop Recordings
- Machinery Records
- MAD Dragon Records
- Mad Eye Recordings
- Madhouse Records
- Madison Records
- Magic Bullet Records
- Magic Circle Music
- Magna Carta Records
- Magnanimous Records
- Magnatune
- Magnet Records
- Magpie Records
- Mailboat Records
- Mainstream Records
- Mainya Music
- Maison De Soul
- Majestic Record Corporation
- Majestic Records
- Majik Records
- Majique Music Records
- Major League Productions (MLP)
- Major Minor Records
- Major Records (Germany)
- Mala Records
- Malaco Records
- Maloof Music
- MAM Records
- Mamlish Records
- Mammoth Records
- Mango Records
- Manhattan Records
- Manifesto Records
- Manifold Records
- Manimal Vinyl
- Manna Music Inc
- Manor Records
- Man's Ruin Records
- Manticore Records
- Mantra Recordings
- Manyc Records
- MapleMusic Recordings
- Maranatha! Music
- Marian Records
- Mariann Grammofon AB
- Marina Records
- Marine Parade Records
- Maritime Records
- Market Square Records
- Marlin Records
- Marrakesh Records
- Marriage Records
- Marsalis Music
- Mash Down Babylon Records
- Mashin' Duck Records
- Mas Flow Inc
- mass mvmnt
- Massacre Records
- Mastercharge Records
- Masters of Hardcore
- Masterworks Broadway Records
- Masterworks Records
- Matador Records
- Mate Recordings
- Matrix Music Marketing
- Matsuri Productions
- Matty Grooves Records
- Mau5trap
- Mavin Records
- Maverick Records
- MCA Nashville Records
- MCA Records
- Mechanikal Element Foundation
- Medallion Records
- Mediarts Records
- Mediaskare Records
- Medium Productions
- Mega Records
- Megaforce Records
- Megalith Records
- Megarock Records
- Mego
- Melissa Records
- Mellowdrama Records
- Melodeon Records
- Melodia Records
- Melodiya
- Melotone Records (Australia)
- Melotone Records (US)
- Meltdown Records
- Memento Materia
- Memorandum Recordings
- Memphis Industries
- Menart Records
- The Meny-X
- Merciful Release
- Merck Records
- Mercury Nashville Records
- Mercury Records
- Merge Records
- Meridian Records
- Mermaid Records
- Merovingian Music
- Merrit Records
- Messenger Records
- Metal Blade Records
- Metal Heaven
- Metal Mind Productions
- Metalheadz
- Metatronix
- Meteor Records
- MeteorCity Records
- Metro Recordings
- Metro Records
- Metroplex
- Metropolis Records
- MFS
- MGM Distribution
- MGM Records
- Microphone Records
- Midas Records Nashville
- Mid-Fi
- Midhir Records
- Middle Pillar Presents
- Midi:Nette Records
- Midijum Records
- Midland International Records
- Midnight Shift Records
- Mighty Atom Records
- Mighty Force Records
- Milan Entertainment
- Milan Records
- Milestone Records
- The Militia Group
- Mille Pattes Records
- Mille Plateaux
- Millennium Records
- Mimosa
- Mindbender Records
- Minimal Wave
- Ministry of Sound
- Minit Records
- Mint Records
- Minty Fresh
- Minus
- Minuswelt Musikfabrik
- Misfits Records
- Misra Records
- Missing Link Records
- Mission Records
- Mnemosyne Productions
- Mo' Hits Records
- Mo' Wax
- Mobile Fidelity Sound Lab
- Moda Records
- Mo-Da-Mu
- Mode Records
- Modern Records
- Modern Outsider
- Modular Recordings
- Moist Music
- Mojo Records
- Mokum Records
- Mom + Pop Music
- MonarC Entertainment
- Monarchy Music
- Mondo Music Corporation
- Mondo Records
- Monika Enterprise
- Monitor Records (New York)
- Mono Vs Stereo
- Montalban Hotel
- Montauk Mantis
- Monument Records
- Moon Ska Records
- Moon Ska World
- Mooncrest Records
- Moonfog Productions
- Moonglow Records
- The Moonshine Conspiracy
- Moonshine Music
- Mordam Records
- Morr Music
- Morrison Records (Australia)
- Morrison Records (Seattle)
- Mortarhate Records
- Mosaic Records
- Moseley Shoals Records
- Moshi Moshi Records
- Moshpit Tragedy Records
- Mosley Music Group
- Mother Tongue Records
- Motile
- Mötley Records
- Motor Music Records
- Motown Records
- Mountain Apple Company
- Mountain Records
- MourningSound Records
- Mouseville
- Move Records
- Moving Shadow
- Mr Bongo Records
- Mr. Lady Records
- Mt. Fuji Records
- MTM Records
- Mudhoney Records
- Mulatta Records
- Multiply Records
- Multitone Records
- Mums Records
- Murder Inc. Records
- Murderecords
- Murmur
- Musart Records
- Musea
- Mush Records
- Mushroom Records (Canada)
- Mushroom Records (Australia)
- The Music Cartel
- Music Brokers
- Music for Nations
- Music for Pleasure
- Music from the Corner
- Music Maker
- Music of Life
- Music70
- Musicor Records
- Musicraft Records
- Musketeer Records
- Must Destroy
- Mutant Pop Records
- Mute Records
- Mutha Records
- My Pal God Records
- Myrrh Records
- MySpace Records
- Mystic Records

## N
- Nacional Records
- Naked Music
- Naked Records
- Napalm Records
- Nappy Boy
- Narada Productions
- Nardis Records
- Narita Records
- Narnack Records
- Nation Records
- National Records
- National Music Lovers Records
- National Recording Corporation
- Native Language Music
- Naxos Records
- Naxos World
- N-Coded Music
- Nebula Records
- Necropolis Records
- Nega Network
- Neighborhood Records
- Nein Records
- NEMS Enterprises (Argentina)
- Neo Ouija
- Neon Gold Records
- Neptune Records
- Nero
- Nervous Records - (U.S.)
- Nervous Records - (U.K.)
- netMusicZone Records
- Nettwerk
- Network 23
- Network Records
- Neurot Recordings
- Neutral Records
- New Alliance Records
- New Amsterdam Records
- New Earth Records
- New European Recordings
- New Orleans Records
- New Red Archives
- New Renaissance Records
- New Wave Productions
- New West Records
- Newhouse Records
- Newmemorabilia Records
- Nexsound
- Next Plateau Records
- Nextera
- Ngoma
- Nice Dreams Music
- Nicola Delita
- Nicotine Records
- Niezależna Oficyna Wydawnicza CDN
- Nighthawk Records
- Nightshade Productions
- Nihilist Records
- Nilaihah Records
- Nimbus Records
- Ninja Tune
- Ninthwave Records
- Nitro Records
- Nitwit Records
- Nixa Records
- NMC Music
- No Face Records
- No Fans Records
- No Idea Records
- No Limit Records
- No Masters
- No Milk Records
- No Quarter Records
- No Records
- No Remorse Records
- Noh Poetry Records
- Noise Records
- Noisebox Records
- Nonesuch Records
- Nordskog Records
- Nordic Steel
- Noriq Records
- Northern Records
- NorthernBlues Music
- NorthSide
- Northwestside Records
- Norton Records
- Not Lame Recordings
- Nothing Records
- Nova Zembla
- Novamute Records
- Now & Then Records
- Now-Again Records
- NPG Records
- Ntone
- NTT Publishing Co.
- Nuchoon
- Nuclear Blast
- Nude Records
- Nukleuz
- Nuphonic
- NUX Organization

## O
- Oasis Records
- Obese Records
- OBR Records
- Obsessions
- Oblivion Records
- Octone Records
- Odd Future Records
- Ode Records
- Odeon Records
- Oedipus Records
- Off Beat
- Off Centaur Publications
- Offkey Recordings
- Og Music
- Ogopa DJs
- Ogun Records
- Oh Boy Records
- Oi! the boat records
- Okeh Records
- Old Europa Cafe
- Oldies-33
- Oldies-45
- Oliver Sudden Productions
- Olivia Records
- Om Records
- On Ramp Records
- OnClassical
- Ondine
- One Big Spark
- One Eleven Records
- One Little Indian Records
- One Records (Scotland)
- One Records (Serbia)
- On-U Sound Records
- Open Bar Entertainment
- Open House Recording Company
- Open Road Recordings
- Open Sky Records
- Open World Entertainment
- Opera Rara
- Or Records
- Orange Record Label
- Orange Records
- Orange Twin Records
- The Orchard
- ORFEO
- Orfeón
- Origin Jazz Library
- Original Blues Classics
- Original Jazz Classics
- Original Sound
- Oriole Records (U.S.)
- Oriole Records (UK)
- Orion Records (U.S.)
- Orpheus Music
- Osmose Productions
- Our Label Records
- Out Here Records
- Out of Line Music
- Outlaw Recordz
- Outpunk
- Output Recordings
- Outside Music
- Outta Sight Records
- Ovation Records
- Overcoat Recordings
- Ovum Recordings
- Owl Studios
- OWSLA
- Oxford Records
- OxRecs DIGITAL
- Oxygen Music Works
- Ozit Records

## P
- P572
- Pablo Records
- Pacific Front Recordings
- Pacific Jazz Records
- Pacific Records
- Pagan Records
- Page One Records
- Paid In Full Entertainment
- Painted Smiles
- Paisley Park Records
- Palette Records
- Palm Pictures
- Palm Records
- Palo Duro Records
- Panart Records
- The Pandarosa Recording Co.
- Pandisc Records
- Pangea Recordings
- Panic Button Records
- Panorama Records
- Pantone Music
- Panzerfaust Records
- Paper and Glue
- Paper Bag Records
- Paper Garden Records
- Papillion Records
- Paracadute
- Parachute Records
- Paramount Records
- Paramount Records (1969)
- Parasol Records
- Park Records
- Parlophone
- Parrot Records
- Parrot Records (Chicago)
- Partee Records
- Pasadena Records
- Pathé Records
- Paw Tracks
- Peacefrog Records
- Peaceville Records
- Peacock Records
- Peanuts & Corn Records
- Peak Records
- Peerless Records
- Penalty Records
- Pendragon Records
- Penny Farthing Records
- People Mountain People Sea
- People Records
- Pepper Records
- Perfect Game Recording Co.
- Perfect Records
- Perfecto Records
- Perhaps Transparent
- Perishable Records
- Perlon
- Perspective Records
- Peter Pan Records
- PFull Entertainment
- PGP-RTB
- PGP-RTS
- Phantom City Studios
- Phantom Records
- Pharmacy Records
- Phase 4 Stereo
- Phil Spector International
- Philadelphia International Records
- Philly Groove Records
- Philips Classics Records
- Philips Records
- Philles Records
- Phillips International Records
- Philo Records (rhythm & blues)
- Philo Records (folk)
- Phonogenic Records (UK)
- Phonogram Records
- Photo Finish Records
- Phthalo
- PIAS Recordings
- Pi Recordings
- Piccadilly Records
- Piccolo Town
- Pickled Egg Records
- Pickwick Records
- Piedmont Records
- Pigs Whisker Music
- Pilz
- Pina Records
- Pinnacle Records
- Pink and Black Records
- Pink Biscuit Records
- Pioneer Records
- Pipeline Music
- Pivotal Rockordings
- Placid Casual
- Plainisphare
- Plaka Pilipino
- Plan 9 Records
- Planet Dog
- Planet Mu
- Planet Pimp Records
- Plan-It-X Records
- Plant Life Records
- Plantation Records
- Plasma Records
- Plastic Raygun
- Plastiq Musiq
- Platinoids
- Platipus Records
- Play It Again Sam

- Playground Music Scandinavia
- Playhouse Records
- Playing Field Recordings
- Playmaker Music
- Playtone
- Play Me
- Plug Research
- Plus 8
- Pluto Records
- Pneuma Recordings
- POF Music
- Point Blank Records
- Point Music
- Poison Ivy
- Polar Music
- Polo Grounds Music
- Polydor Records
- Polygon Records
- PolyGram
- Polymorph Records
- Polyvinyl Record Co.
- Pony Canyon
- Popfrenzy
- Popsicle Records
- Poptones
- Pork Recordings
- Portrait Records
- Posh Boy Records
- Positiva Records
- Positive Tone
- Positron! Records
- Post Records
- The Post War Blues
- Postcard Records
- Post-Parlo
- Potential Getaway Driver
- Power It Up Records
- Power Out
- Prank Records
- Prawn Song Records
- Prelude Records
- Pressure Sounds
- Prestige Records
- Prikosnovénie
- Primary Music
- Priority Records
- Priory Records
- Prism Records
- Private Music
- Private Stock Records
- Probe Plus
- Probe Records
- Procrastinate! Music Traitors
- Production House Records
- Profane Existence Records
- Profile Entertainment
- Profile Records
- Profile Records (Chief Records subsidiary)
- ProgRock Records
- Project Blowed
- Projector Records
- Projekt Records
- Prometheus Records
- Promot'Elle
- Propeller Recordings
- Propeller Records
- Propeller Records (Boston)
- Prophecy Productions
- Prophet Entertainment
- Prosthetic Records
- Protest records
- PRT Records
- PS Classics
- P.S.F. Records
- Pschent Music
- PSI Records
- Psychomania Records
- Psychonaut Records
- Psychopathic Records
- Psychout Records
- Psycho+Logical-Records
- Psy-Harmonics
- Punk Core Records
- Purchase Records
- Pure Steel Records
- Puritan Records
- Purple Feather Records
- Purple Music Switzerland
- Purple Records
- Purple Ribbon Records
- PUSA Inc.
- Putumayo World Music
- P. W. Elverum & Sun
- PWL
- Pye Golden Guinea Records
- Pye International Records
- Pye Records

## Q
- Q Division Records
- QN5 Music
- QRS Records
- Qualiton Records
- Qualiton
- Quality Records
- Quango Music Group
- Quannum Projects
- Quarantine
- Quarterstick Records
- Queen Bee Entertainment
- Queen Records
- Que-so Records
- Quiet Storm Records
- Quinlan Road
- Quirkworks Laboratory Discs
- Quote Unquote Records
- Qwest Records